# Superdollar

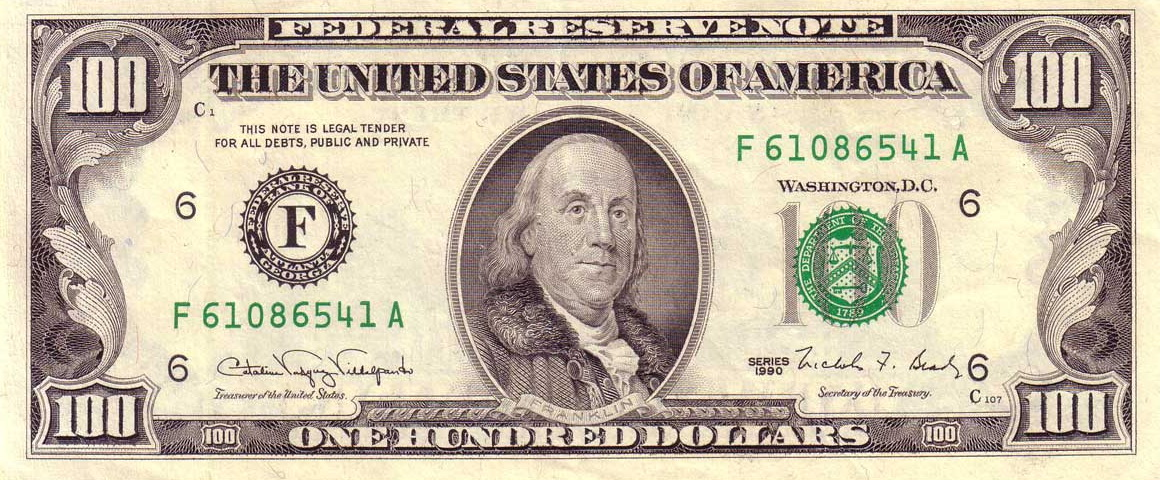
100-US-Dollar-Banknote (Serie von 1990)

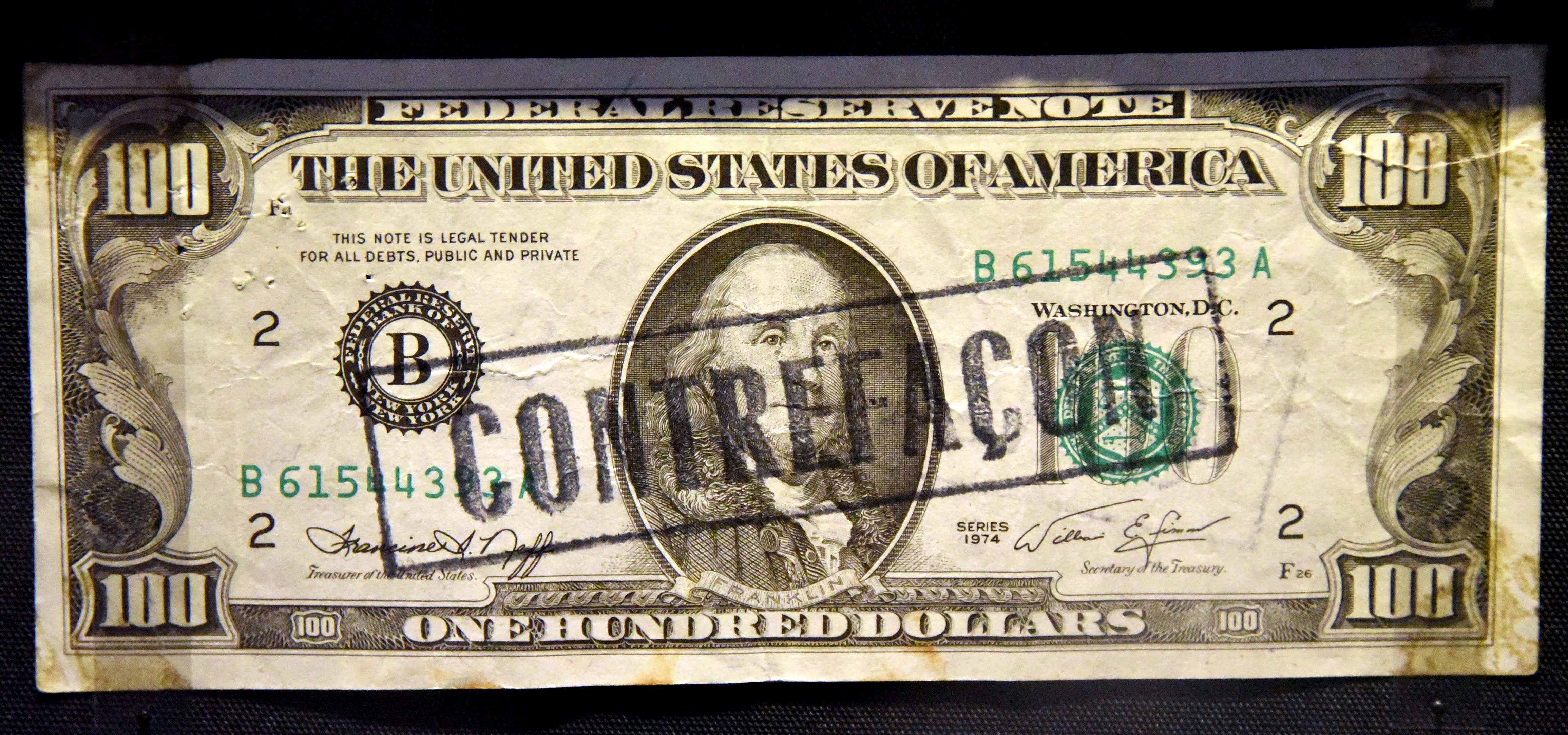
Superdollar, Fälschung einer auf 1974 datierten 100-US-Dollar-Banknote

Der Begriff Superdollar (oder auch Supernote) wurde geprägt, als US-amerikanische Geheimdienste etwa 1994 auf gefälschte Banknoten von einer derartigen Güte stießen, dass sie kaum noch vom Original zu unterscheiden waren. Dabei handelt es sich um 100-US-Dollar-Banknoten, die auf sehr hochwertigem Papier mit hoher Druckqualität hergestellt wurden. Nach umfangreichen Ermittlungen wird angenommen, dass sie aus dem Office 39 der nordkoreanischen Regierung stammen.
Die Regierung der USA wirft dem Regime Nordkoreas vor, dieses Falschgeld aus zwei Gründen fabriziert und in Umlauf gebracht zu haben, einerseits aus Devisennot und andererseits, um die USA und ihr Währungssystem zu unterminieren. Die nordkoreanische Regierung wies dies jedoch als reine feindselige Propaganda des Westens zurück.
Die Herstellung dieser gefälschten Banknoten soll nordkoreanischen Überläufern zufolge Staatsangelegenheit von höchster Priorität sein. Um sie international in Umlauf zu bringen, bedient man sich der Botschaft in Moskau, der größten Botschaft Nordkoreas. Dazu gibt es zwei Methoden:
- Fast alle Diplomaten aus Nordkorea reisen via Moskau ins Ausland. Dort erhalten sie ihre benötigten Devisen zu gleichen Teilen aus jeweils echten und gefälschten US-Dollar.
- Botschafter in Moskau sollen dort Kontakte zu Mitgliedern des organisierten Verbrechens Russlands und ehemaligen Angehörigen des KGB geknüpft haben. Die ehemaligen Geheimdienstler wiederum nutzten ihre Verbindungen zu kommunistischen Parteien in Westeuropa, um die Superdollars in westliche Devisenmärkte zu schleusen.

In diesem Zusammenhang wurde Seán Garland auffällig, der Vorsitzende der irischen Workers Party und hochrangiges Mitglied der Official IRA. Ihm wird vorgeworfen, das Falschgeld aus Russland nach Irland geschmuggelt zu haben, um es von dort aus in Großbritannien zu waschen. Er wurde im Oktober 2005 in Belfast verhaftet, unterdessen stellten die Justizbehörden der USA einen Auslieferungsantrag wegen Devisenvergehens. Der im Vereinigten Königreich tätige Teil des Geldwäscherringes wurde inzwischen von britischen Behörden zerschlagen und seine Mitglieder und Beihelfer verurteilt.
Ein anderer Ausgangspunkt für die gefälschten Banknoten ist Macau. Portugal räumte seinerzeit Nordkorea Handelsprivilegien ein, seitdem nutzt Nordkorea Macau als Handelsstützpunkt. In Macau ansässige Banken sollen an der Verbreitung des Falschgeldes beteiligt sein, die Behörden der USA verhängten deswegen Strafmaßnahmen gegen die Banco Delta Asia SARL.
Die These, dass die Superdollars aus Nordkorea kommen, ist nicht unumstritten. Es wird eingewandt, dass Nordkorea nicht über eine geeignete Druckmaschine verfüge. Einige Falschgeldfahnder vermuten aufgrund des eingesetzten Papiers, der Qualität der Fälschung und der benötigten Mengen an spezieller Druckerfarbe, dass die Superdollars in der Geheimdruckerei der CIA hergestellt würden, um verdeckte Operationen im Ausland zu finanzieren.
Der Druck falscher Banknoten mit dem Ziel, gegnerische Staaten zu schwächen, wurde bereits in der Zeit des Nationalsozialismus während des Zweiten Weltkrieges vom Deutschen Reich angewandt. So wurden im Rahmen der Aktion Bernhard große Mengen gefälschter Pfund-Noten hergestellt.